# Infohaptie
 (novembre 2009).
Si vous disposez d'ouvrages ou d'articles de référence ou si vous connaissez des sites web de qualité traitant du thème abordé ici, merci de compléter l'article en donnant les références utiles à sa vérifiabilité et en les liant à la section « Notes et références ».
Néologisme constitué par informatique et haptique, l’infohaptie s'intéresse à la commande informatique de dispositifs haptiques utilisés comme interfaces entre l'homme et la réalité virtuelle. À la différence de la vision, le toucher est une perception qui provient de l'énergie musculaire développée (effort exercé) sur l'élément virtuel actionné.
L'objectif est de contrôler une boucle de commande dans laquelle est présent l'opérateur humain pour lui donner l'illusion qu'il « touche » un dispositif réel : c'est un simulateur interactif.